# James Anderson (slobodni zidar)
James Anderson (Aberdeen, oko 1690./1691. – London, 28. svibnja 1739.) bio je škotski pisac i svećenik. Zaređen je za svećenika Crkve Škotske 1707. godine, nakon čega se preselio u London. Tamo je službovao u kongregaciji u Ulici Glass House do 1710., zatim u prezbiterijanskoj crkvi u Ulici Swallow do 1734., a potom u kapeli u Ulici Lisle sve do svoje smrti. Zabilježeno je da je izgubio znatnu svotu novca u financijskom slomu South Sea Company 1720. godine. Anderson je najpoznatiji po svojoj povezanosti sa slobodnim zidarstvom.
Kao slobodni zidar bio je starješina masonske lože i časnik Velike lože Londona i Westminstera. Bio je član Kraljevskog društva te prijatelj Isaaca Newtona i Johna Theophilusa Desaguliersa. U rujnu 1721. godine Velika loža ga je zadužila da napiše povijest slobodnih zidara, koja je objavljena 1723. godine pod naslovom Konstitucije slobodnih zidara. Iako njegovo ime nije navedeno na naslovnici, njegovo autorstvo potvrđeno je u dodatku knjige.